# FORJA
Pour l’article homonyme, voir Îlot de Forja.

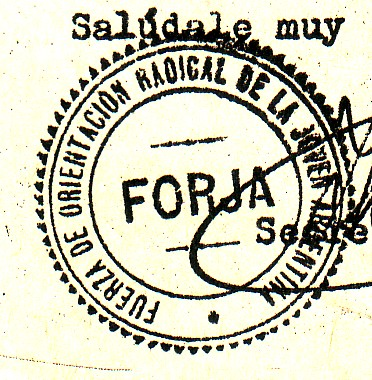
Sceau du mouvement FORJA.

La Force d’orientation radicale de la jeune Argentine (en espagnol Fuerza de Orientación Radical de la Joven Argentina), mieux connue sous son acronyme FORJA, était un groupement politique argentin fondé en juin 1935, dont les principales figures de proue étaient l’essayiste et homme politique Arturo Jauretche et l’ingénieur et penseur Raúl Scalabrini Ortiz.
Adossée à l’Union civique radicale (UCR), mais peu tournée toutefois vers l’action politique à proprement parler, la FORJA se présenta plutôt comme un cercle d’intellectuels, une cellule de réflexion, déployant une activité d’enquête et d’étude, dont elle diffusa les résultats par voie de brochures, de conférences-débats, d’essais, etc., mais aussi d’affiches et de démonstrations de rue. Sous la devise « Nous sommes une Argentine coloniale, nous voulons être une Argentine libre », la FORJA prônait un nationalisme économique, en dénonçant la mainmise étrangère, surtout britannique, sur l’économie argentine. Ses critiques ciblaient durement les gouvernements successifs de la Concordancia, parti de droite conservatrice qui tenait alors les rênes du pouvoir, que la FORJA accusait de corruption, d’autoritarisme et d’inféodation aux capitaux étrangers. Le mouvement décida son auto-dissolution après que la convocation d’élections (honnêtes) eut été annoncée en octobre 1945. Ses idées irrigueront durablement le champ intellectuel en Argentine, à telle enseigne que certaines formations politiques se réclament aujourd’hui encore (2017) de son héritage.

## Histoire

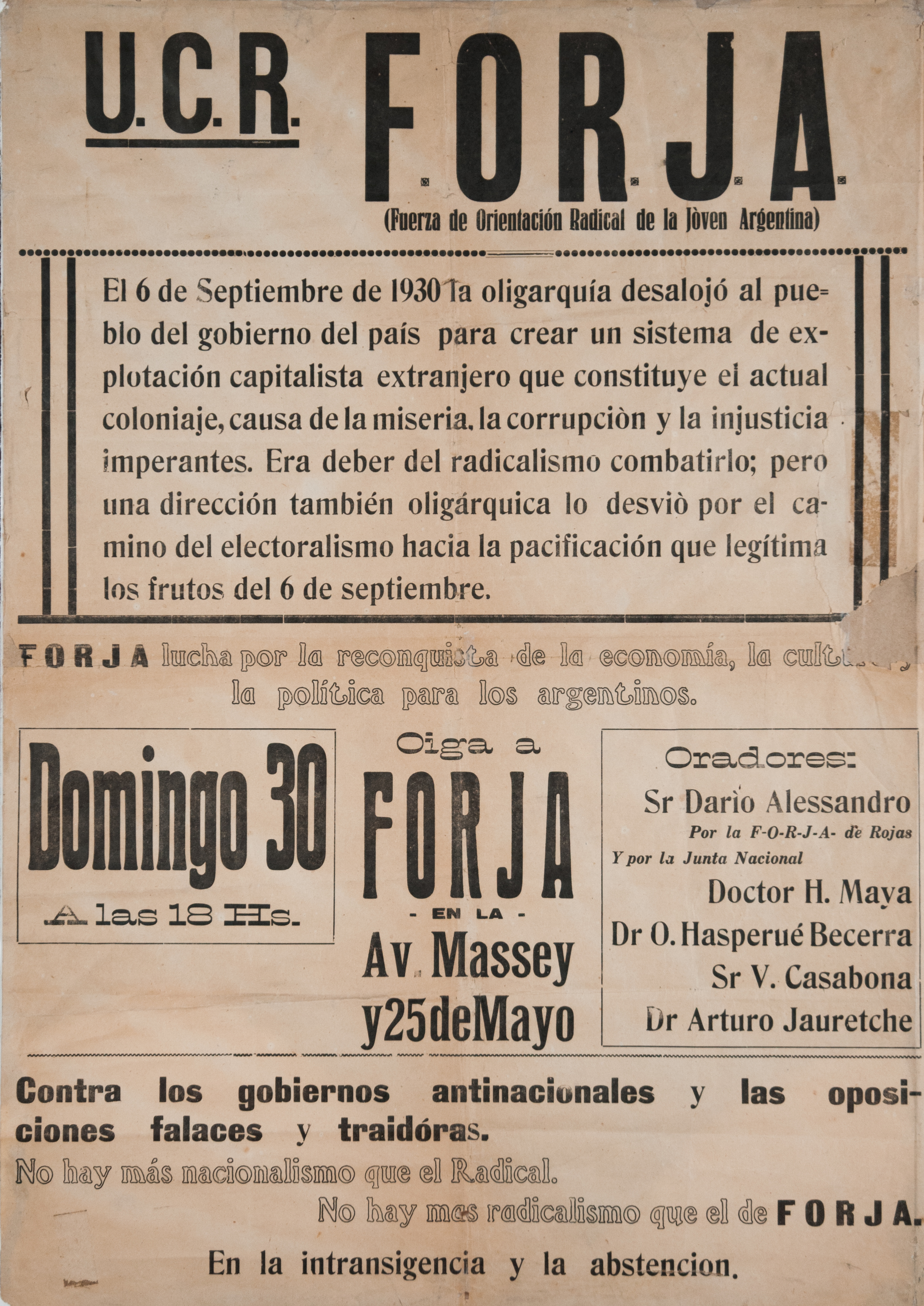
Affiche de la FORJA contre le gouvernement de la Concordancia.

La FORJA ― acronyme qui est aussi un nom commun en espagnol, signifiant forge ― fut fondée en 1935, deux ans après la mort d’Hipólito Yrigoyen, au moment où l’Union civique radicale (UCR) décidait de renoncer à l’attitude d’abstention électorale que ce parti avait adoptée en 1931 en opposition au système institutionnalisé de scrutins frauduleux. La raison d’être de la FORJA était d’incarner et de promouvoir une position politique yrigoyéniste, c’est-à-dire une attitude critique dure vis-à-vis des différents gouvernements qui, à la suite du coup d’État du 6 septembre 1930, exercèrent le pouvoir sous la bannière de la coalition de droite conservatrice Concordancia, gouvernements qui, à commencer par celui de facto de José Félix Uriburu, forment ensemble la période que l’on viendra à appeler la Décennie infâme.
Sous la direction initiale de Juan Bautista Fleitas et de Manuel Ortiz Pereyra, la FORJA comptait, parmi ses associés fondateurs, les noms d’Arturo Jauretche, d’Homero Manzi, d’Oscar et de Guillermo Meana, de Luis Dellepiane, de Gabriel del Mazo, d’Atilio García Mellid, de Jorge del Río et de Darío Alessandro (père). Raúl Scalabrini Ortiz, proche du groupe et inspirateur de ses idées, n’en faisait par partie organiquement, attendu que pour y adhérer l’affiliation à l’UCR était requise. 
La FORJA n’aura qu’une faible incidence sur la vie de parti de l’UCR, et son activité consistera fondamentalement à réaliser des enquêtes et des études politico-sociales, rendues publiques ensuite par le biais de cahiers (cuadernos) ou lors de conférences et de débats organisés dans son célèbre souterrain sis au no 1725 de la rue Lavalle à Buenos Aires, ou encore par des démonstrations de rue.
Vers 1940, la fraction dirigée par Dellepiane et Del Mazo négocia sa réintegration à la direction nationale de l’UCR, et quitta le mouvement. Bien que cette défection favorisât la ligne la plus dure ― que représentait Scalabrini Ortiz, autorisé à présent à se rallier formellement au groupe après que l’obligation d’adhésion à l’UCR eut été supprimée — et qu’elle plaçât Jauretche à la tête de la FORJA, elle eut dans le même temps pour effet d’affaiblir les fondements du groupe. En 1943, Scalabrini Ortiz s’en éloigna à son tour.
Face au coup d’État militaire de 1943, qui renversa le gouvernement frauduleux de Ramón Castillo, la FORJA publia un document où elle énonçait : « Le renversement du régime constitue la première étape de toute politique de reconstruction de la nationalité et d’expression authentique de la souveraineté ». Au lendemain de l’appel à la tenue d’élections lancé en octobre 1945, la FORJA annonça que ses objectifs avaient été atteints et qu’elle décidait de se dissoudre. Quelques-uns de ses membres menèrent campagne pour la candidature de Perón, tandis que d’autres — comme p.ex. Manzi — s’engageront aux côtés de Tamborini.

## Idéologie

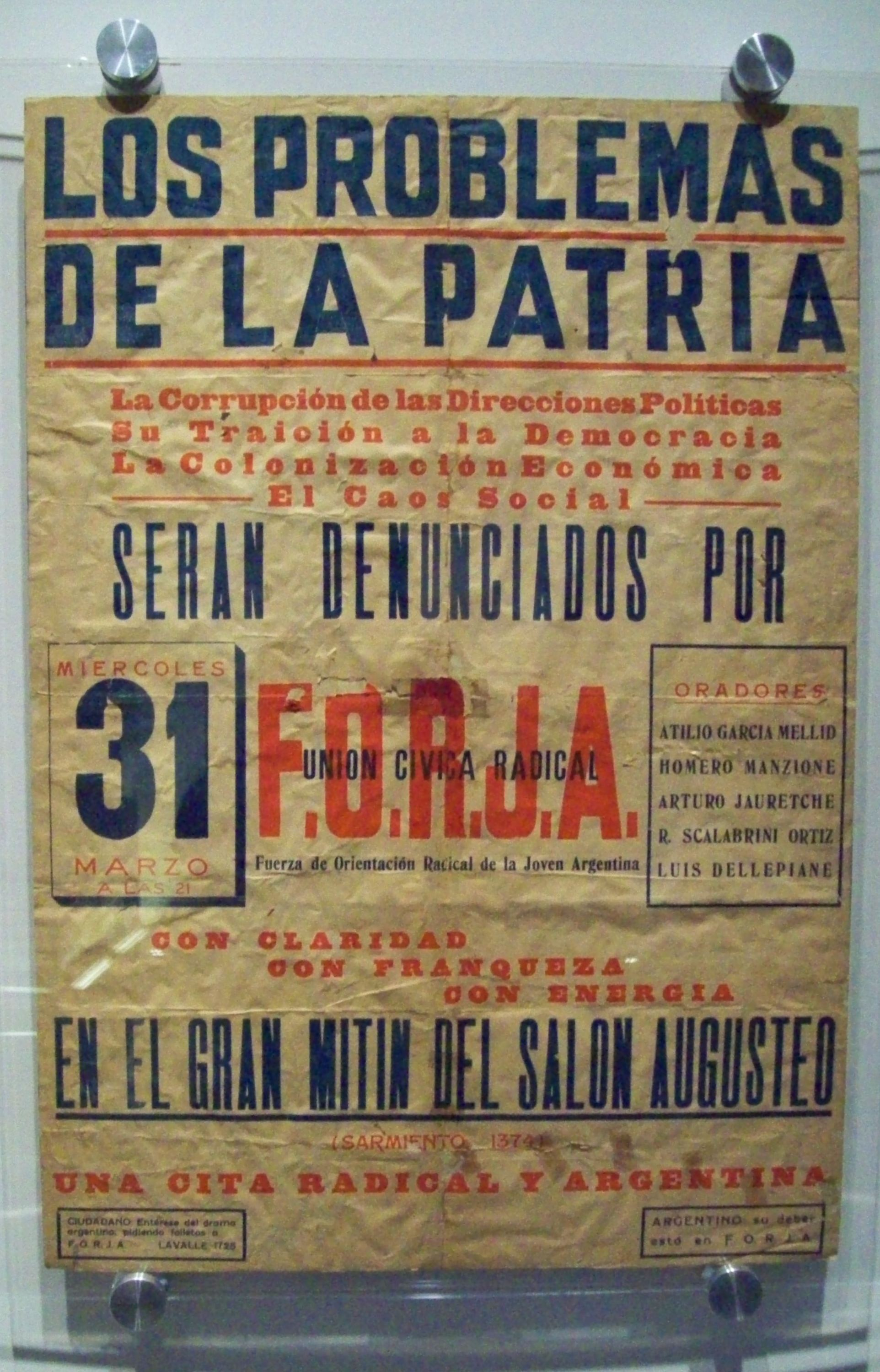
Affiche de la FORJA dénonçant la corruption des dirigeants politiques, leur trahison de la démocratie, la mainmise étrangère sur l’économie, et le chaos social.

La FORJA développa un ensemble de propositions fortement nationalistes, axées sur la dénonciation et la mise en échec des visées néocolonialistes dont l’Argentine serait l’objet. Propageant le mot d’ordre « Nous sommes une Argentine coloniale, nous voulons être une Argentine libre », la FORJA s’attachait à porter au jour et à analyser les mécanismes économiques dudit néocolonialisme, fustigeant les actions illégitimes des entreprises et des capitaux étrangers qui tendaient à monopoliser les secteurs clef de l’économie du pays.
Dans ses travaux de recherche, la FORJA examinait les mesures politiques et économiques prises par les gouvernements de la Concordancia, telles que p.ex. : l’accord commercial anglo-argentin dit traité Roca-Runciman ; la création de la Banque centrale qui, selon le groupe, avait pour but de mettre le système monétaire et financier argentin sous la houlette d’hommes liés aux intérêts économiques britanniques ; la mise en place de la Corporation des transports de la ville de Buenos Aires destinée à garantir aux compagnies ferroviaires britanniques une position à l’abri de la concurrence ; la rupture des relations avec l’Union soviétique, décision critiquée par la FORJA, car susceptible de priver le pays d’un important débouché pour ses produits agricoles, etc. L’un des principes inconditionnels de la FORJA était son appui à la neutralité de l’Argentine dans la Deuxième Guerre mondiale.
Dans le domaine de la politique intérieure, la FORJA blâmait le gouvernement d’Agustín Pedro Justo de recourir à la procédure de l’intervention fédérale contre les provinces (c’est-à-dire leur mise sous tutelle directe du pouvoir central) dès que des partis opposés au pouvoir en place emportaient une élection, et le rendait responsable de la détérioration de l’emploi et des salaires.
La FORJA désigna par « statut colonial » (estatuto del Coloniaje) l’ensemble des mesures économiques, politiques et sociales, tant nationales qu’internationales, que décidaient les gouvernements de la Concordancia.
La FORJA mit au point une méthodologie socio-économique d’analyse politique, qui devait ouvrir la voie peu d’années plus tard à l’apparition dans toute l’Amérique latine de la théorie de la dépendance. Si l’impact de la FORJA sur l’activité politique directe fut mineure, elle exerça une influence déterminante sur la culture politique argentine des décennies suivantes.

## Rémanence des idéesforjistes
En 2007, un ensemble de personnalités issues du radicalisme ou d’autres partis, et qui appuyaient la politique de concertation lancée par l’ancien président Néstor Kirchner, décidèrent de se regrouper pour former leur propre espace politique, en dehors de la l’Union civique radicale, en mettant sur pied le Partido de la Concertación, avec représentation dans la plupart des provinces d’Argentine et dans la capitale fédérale. Affirmant que l’objectif poursuivi par le groupement était semblable aux idées forgées autrefois par le mouvement d’origine radicale FORJA, il fut décidé en 2010 de refondre le parti, et d’ajouter à son nom le sigle FORJA, pour ainsi se présenter aux électeurs sous la dénomination de Partido de la Concertación – FORJA.
Plus récemment, le 9 octobre 2015, dans le cadre d’une convention nationale du Radicalismo K au centre de congrès Costa Salguero, le Movimiento Nacional Alfonsinista, emmené par Leopoldo Moreau, et Concertación Forja, avec à sa tête Gustavo Fernando López, décidèrent d’unifier leurs forces et leurs structures militantes pour créer un nouvel acteur politique, le Partido MNA-Forja. Lors de ce même congrès, il fut décidé de soutenir les candidatures de Daniel Scioli et de Carlos Zannini, respectivement à la présidence et la vice-présidence, qui concouraient en binôme sous la bannière du Front pour la victoire,.
MNA-FORJA joue (2017) un rôle important dans la politique kirchnériste d’opposition, et ses personnalités apparaissent dans les rassemblements du Frente para la Victoria. En octobre 2016, le parti organisa une réunion publique à l’occasion du centenaire du premier gouvernement d’Yrigoyen en présence de l’ancienne présidente Cristina Fernández de Kirchner.
D’autre part, l’association politique La Baldrich se réclame des idées forjistes. Dans la ville de Rosario existe une Agrupación Forja, organisation étudiante de l’université nationale de Rosario.